# عبدالعزیز العمری
عبدالعزیز العمری (عربی: عبد العزيز العُمري؛ ۲۸ مهٔ ۱۹۷۹ – ۱۱ سپتامبر ۲۰۰۱) هواپیماربای تروریست اهل عربستان سعودی و یکی از پنج هواپیماربای پرواز شماره ۱۱ امریکن ایرلاینز به عنوان بخشی از حملات ۱۱ سپتامبر ۲۰۰۱ بود. قبل از حمله تروریستی، العمری نگهبان امنیت فرودگاه و امام جماعت بود.
العمری در ژوئن ۲۰۰۱ با ویزای توریستی که از طریق برنامه ویزا اکسپرس دریافت شده بود، وارد ایالات متحده آمریکا شد. در ۱۱ سپتامبر ۲۰۰۱، العمری سوار بر پرواز شماره ۱۱ امریکن ایرلاینز شد و در ربودن این هواپیما که به برج شمالی مرکز تجارت جهانی، به عنوان بخشی از حملات هماهنگ‌شده کوبیده‌شد، کمک کرد.

## ادعاهای هویت اشتباه
جنجال بر سر هویت العمری اندکی پس از این حملات آغاز شد. در ابتدا، اف‌بی‌ای، عبدالرحمن العمری، خلبان خطوط هواپیمایی سعودی را به عنوان خلبان پرواز شماره ۱۱ معرفی کرد. به سرعت مشخص شد که این شخص هنوز زنده است و اف‌بی‌ای عذرخواهی کرد. همچنین به سرعت مشخص شد که محمد عطا خلبان هواپیماربایان بوده‌است. اف‌بی‌ای سپس عبدالعزیز العمری را به عنوان یک هواپیماربای معرفی کرد.
مردی با همان نام که اف‌بی‌ای منتشر کرده بود در عربستان سعودی زنده ظاهر شد. وی گفت که در دانشگاه دنور تحصیل کرده و گذرنامه‌اش در سال ۱۹۹۵ در آنجا دزدیده شده. نام، محل و تاریخ تولد و شغل وی توسط اف‌بی‌ای منتشر شد، اما عکس متعلق به او نبود. او گفت: «وقتی اف‌بی‌ای من را در لیست خود قرار داد، باورم نمی‌شد. آنها نام و تاریخ تولدم را گفتند، اما من یک بمب‌گذار انتحاری نیستم. من اینجا هستم و زنده‌ام. من قادر به هدایت و پرواز با هواپیما نیستم. . من هیچ ربطی به این موضوع نداشته‌ام.»